# 杉浦哲郎
杉浦 哲郎（すぎうら てつろう、1968年7月13日 - ）は、日本の作曲家・編曲家・ピアニスト・実業家。愛知県名古屋市出身・在住。

## 概要
松蔭高等学校卒業後、法政大学社会学部へ進学。大学在学中より音楽業界に関わり、アレンジャー、コンポーザーとして、CMや舞台の音楽等を中心に、さまざまなジャンルで活動。キーボーディストとしてグレイトリッチーズに在籍していた。ヴァイオリニスト岡田鉄平との異色デュオ「スギテツ」のピアノ。作編曲を担当する他、エンタメ系からオーケストラアレンジまで、その制作実績は幅広い。
梅垣義明のシャンソンピアニストを長年に渡り務めるなど、劇団ワハハ本舗の音楽制作に数多く関わっている。
また、2011年10月よりスタートした FM NACK5「スギテツのGRAND NACK RAILROAD」（日曜朝6:00〜）のメインパーソナリティ、中部国際空港「セントレア空港音楽祭」 音楽監修を務める他、エッセイ等の執筆等も手がけている。
2012年4月より、活動の拠点を東京から名古屋に移し、音楽制作会社（株式会社プラスギス）を起業。
2014年10月1日にリリースされた東海道新幹線50周年トリビュートアルバム「スギテツ presents 夢の超特急楽団 ～Super Express 50th Anniversary Album〜」（キングレコード）では企画とトータルプロデュースを手掛け、「第56回輝く!日本レコード大賞 企画賞」を受賞。
2015年10月よりNHK Eテレ「おんがくブラボー」にスギテツとしてレギュラー出演、コーナーの企画演出にも携わる。
2017年10月より東海ラジオ「源石和輝 ひるカフェ」（月〜金 12:00〜）に月1回（第1金曜日）にレギュラー出演。
2018年4月よりNHKラジオ第一（名古屋放送局）「夕刊 ゴジらじ」に月1回（第1水曜日）にレギュラー出演。

## 主な作曲・編曲作品

### CD
- デーモン閣下「うただま」
- 国鉄民営化30周年トリビュートアルバム「JNR to JR」
- VOJA-tension「UP! ! ! ! ! ! !」「WONDERLAND」
- 麻倉未稀「Voice of Power」

### CM音楽
- 村上農園「ブロッコリースプラウト」
- 中京テレビ「新ブランドステイトメント」（オープニング・クロージング音楽）
- JR東海「リニア・鉄道館」「さわやかウォーキング」「高山本線80周年」
- 中京テレビ・ブリヂストンレディスオープン「大会テーマ曲」[7]
- サンスター「G・U・M」
- 森下仁丹「ビフィーナビギン」
- 佐賀銀行「トムとジェリー さぎんのローン編」
- パガーニ・ジャパンPAGANI JAPAN「パガーニ・ウアイラ」
- ジレット「プログライド」
- 小学館「真説 歴史の道」「西洋絵画の巨匠」

### 舞台音楽
- WAHAHA本舗 「WAHAHA本舗全体公演」
- 劇団め組 本公演 他
- 品川よしもとプリンスシアター「Stageman Show」

### 鉄道関連
- JR東海「リニア・鉄道館」閉館音楽
- JR四国「海洋堂ホビートレイン」ミュージックホーン[8]
- JR東海交通事業城北線「車内チャイム」[9]
- 東急「電車とバスの博物館」館内ムービー音楽[10]
- 嵯峨野観光鉄道「駅メロディ」[11]
- JR東海「HC85系気動車」車内チャイム